# لي غريغوري (لاعب كرة قاعدة)
لي غريغوري (بالإنجليزية: Lee Gregory)‏ هو لاعب كرة قاعدة أمريكي، ولد في 2 يونيو 1938 في بيكرسفيلد في الولايات المتحدة.

## وصلات خارجية
- لي غريغوري على موقعبيزبول رفرنس.كوم (الدوري الرئيسي) (الإنجليزية)